# Zerynthia rumina
La arlequín (Zerynthia rumina) es una especie  de lepidóptero ditrisio  de la familia Papilionidae. Debe su nombre español a los motivos y colores de sus alas, que recuerdan los del traje del arlequín.

## Descripción

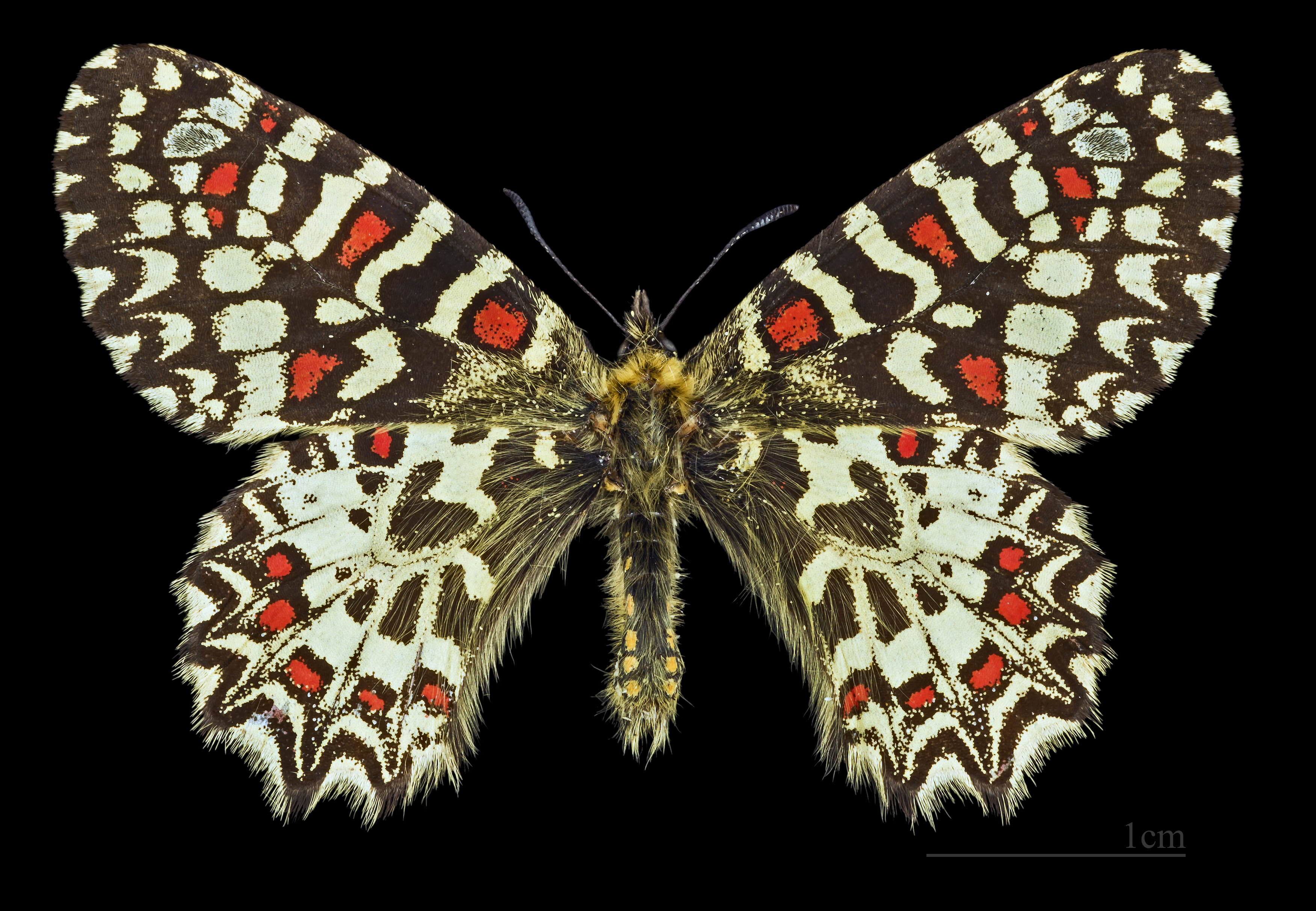
♂
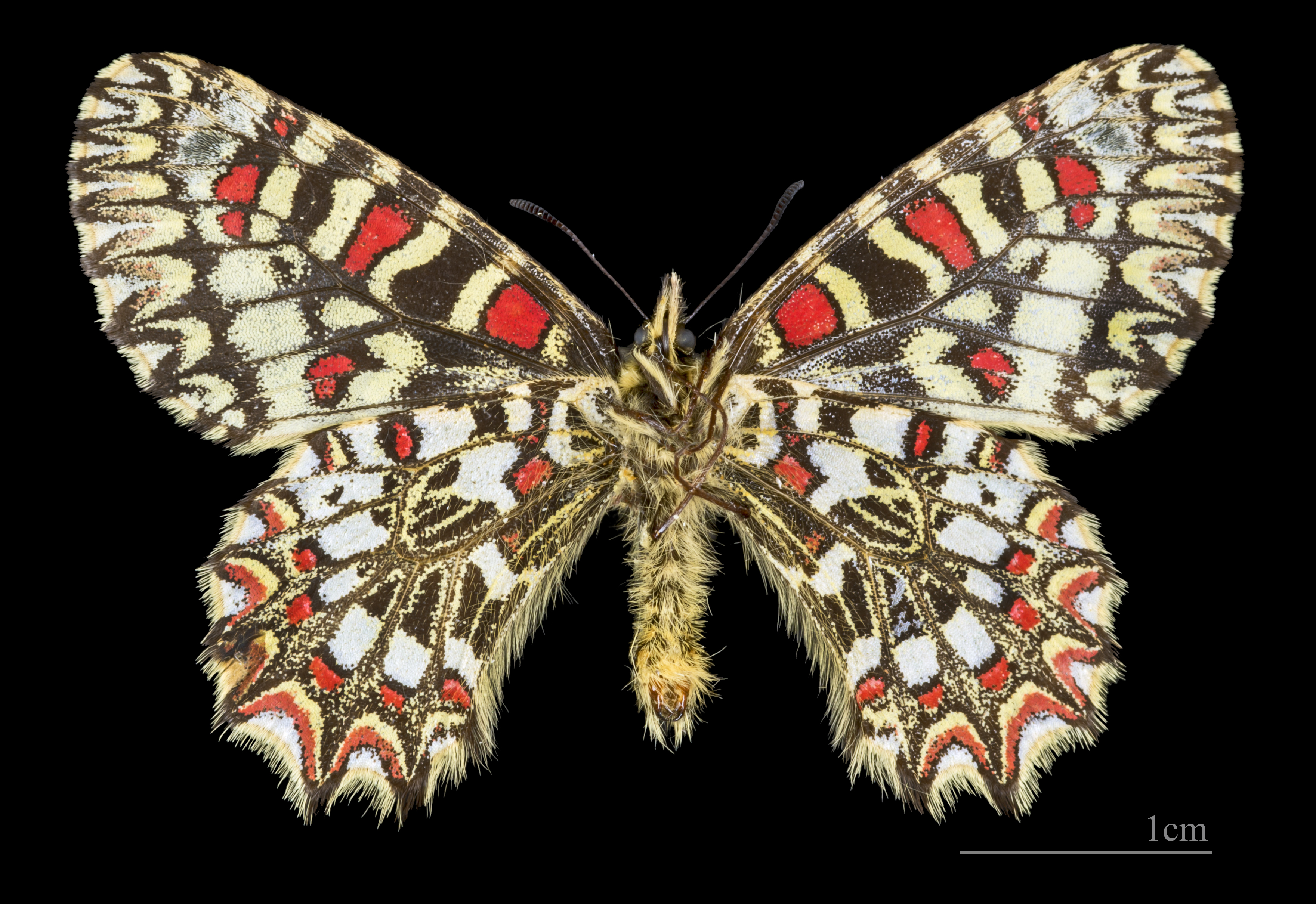
♂ △
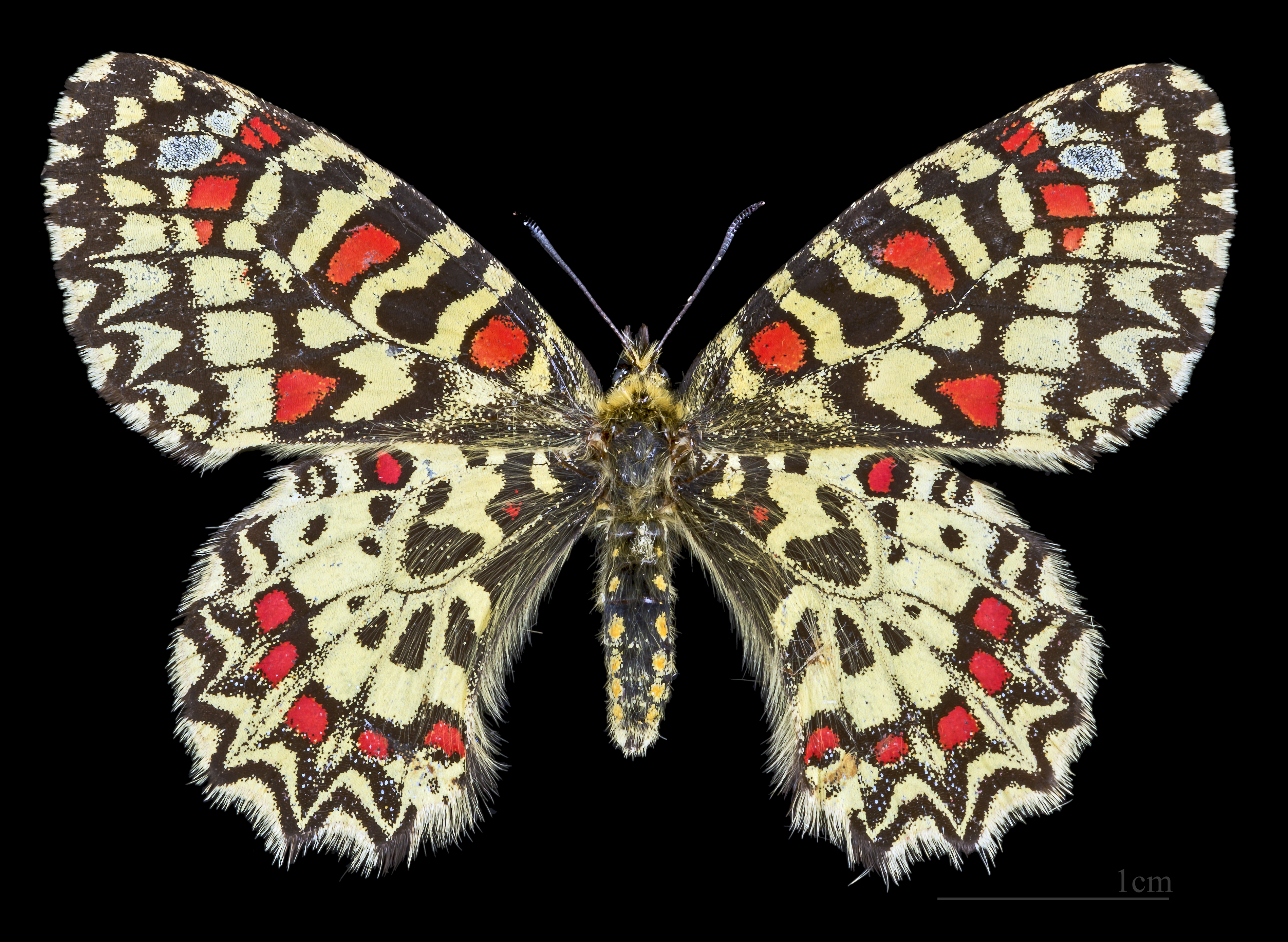
♀
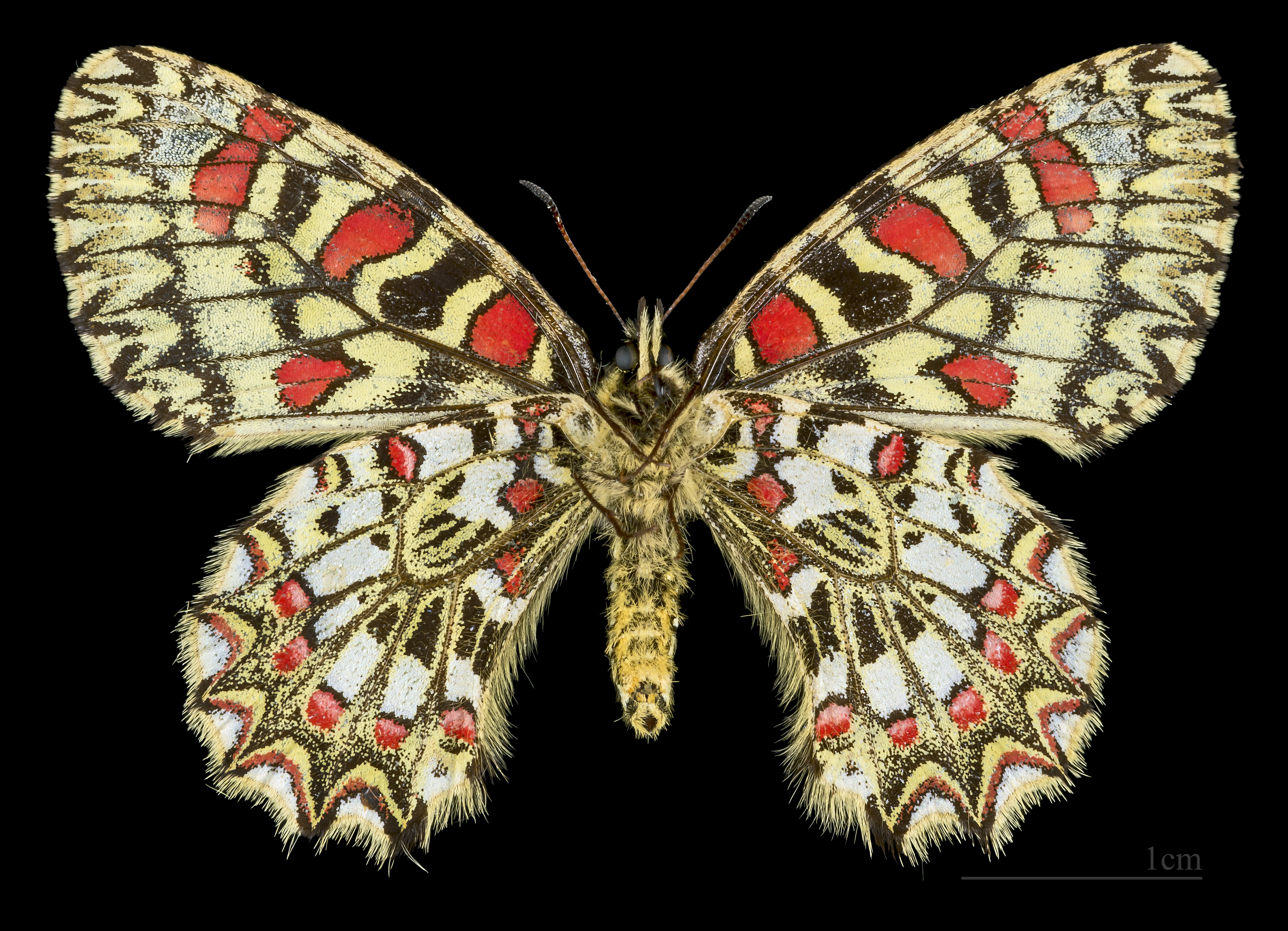
♀ △

Se trata de una mariposa de tamaño mediano que alcanza una envergadura de 5 cm Las alas presentan, en su cara superior, un ajedrezado de fondo amarillo pálido con manchas negras y lunares rojos inmediatamente reconocible y único, siendo improbable que se pueda confundir con ninguna otra especie en gran parte de su área de distribución. El ala superior tiene además una ventana vítrea cerca del ápice, mientras que el ala posterior presenta una serie posdiscal de ocelos rojos. En el sureste de Francia, sin embargo, coexiste con Zerynthia polyxena, de la que se diferencia por la ausencia de manchas azules en el ala posterior.

## Área de distribución
Especie tan solo presente en el suroeste de Europa y el norte de África. En Europa, únicamente se observa en la península ibérica y en el sureste de Francia.
En la península ibérica se la consideró en 1985 como en peligro de extinción, y su estatus se mantuvo con la revisión de 2006.

## Hábitat
Colinas rocosas, lugares abruptos y claros de bosque, siempre vinculada a plantas del género Aristolochia, su planta nutricia.

## Ciclo vital
En gran parte de su área de extensión, tan solo se observa una única generación que vuela de febrero a mayo según el clima. Aparece más tardíamente, sin embargo, en el norte de la misma. En el sur de la península ibérica y norte de África aparece una segunda generación en septiembre. Pasa el invierno como crisálida.

## Plantas nutricias
Las orugas se alimentan de diferentes especies del género Aristolochia, confiriendo los alcaloides tóxicos que contienen estas plantas (que asimilan sin degradarlos) una defensa contra posibles depredadores.